# Бразильские бахианы
Бразильские бахианы (порт. Bachianas Brasileiras) — это серия из девяти сюит композитора Эйтора Вила-Лобоса, написанная для различных комбинаций инструментов и голосов между 1930 и 1945 годами.

## Описание
Композиции представляют собой «сплав» бразильских народных мелодий и музыки в стиле Иоганна Себастьяна Баха (благодаря этому произведения получили названия «бахиан»). Сюиты являются попыткой Вила-Лобоса адаптировать контрапунктический стиль и ряд барочных гармонических сочетаний под лирические песни народов Бразилии. 
Бахианы имеют две или четыре части (исключение составляет трёхчастная «Бахиана № 1»). Большинство частей в каждой из сюит имеют по два названия: одно «европейское» (Preludio, Fuga и т. д.), другое «бразильское» (Embolada, O canto da nossa terra и т. д.). Большую известность получила ария из «Бахианы № 5».

## Список
- № 1, для ансамбля виолончелей (1930): Introdução (Embolada), Prelúdio (Modinha), Fuga (Conversa)
- № 2, для оркестра (1930): Preludio (O canto do capadocio), Aria (O canto da nossa terra), Dansa (Lembrança do Sertão), Toccata (O trenzinho do caipira)
- № 3, для фортепиано с оркестром (1938): Prelúdio (Ponteio), Fantasia (Devaneio), Ária (Modinha), Toccata (Picapau)
- № 4, для фортепиано (1930–41, аранж. для оркестра в 1942): Prelúdio (Introdução), Coral (Canto do Sertão), Ária (Cantiga), Danza (Miudinho)
- № 5, для сопрано и ансамбля виолончелей (1938–45): Ária (Cantilena), Dança (Martelo)
- № 6, для флейты и фагота (1938): Ária (Chôro), Fantasia
- № 7, для оркестра (1942): Prelúdio (Ponteio), Giga (Quadrilha caipira), Tocata (Desafio), Fuga (Conversa)
- № 8, для оркестра (1944): Prelúdio, Ária (Modinha), Tocata (Catira batida), Fuga
- № 9, для хора и струнного оркестра (1945): Prélude, Fugue